# Joe Engle

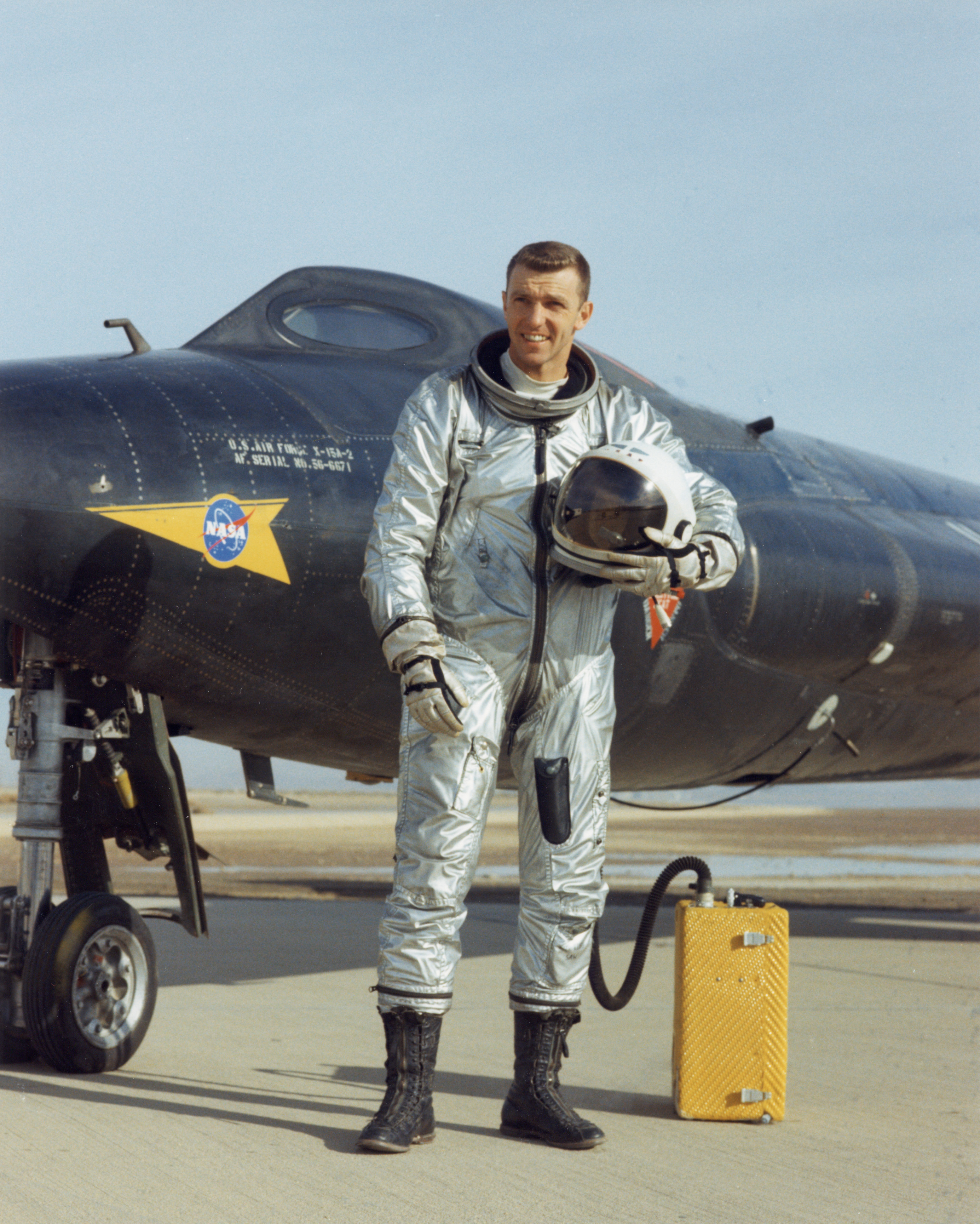
Joe Engle przy samolocie X-15, 1965

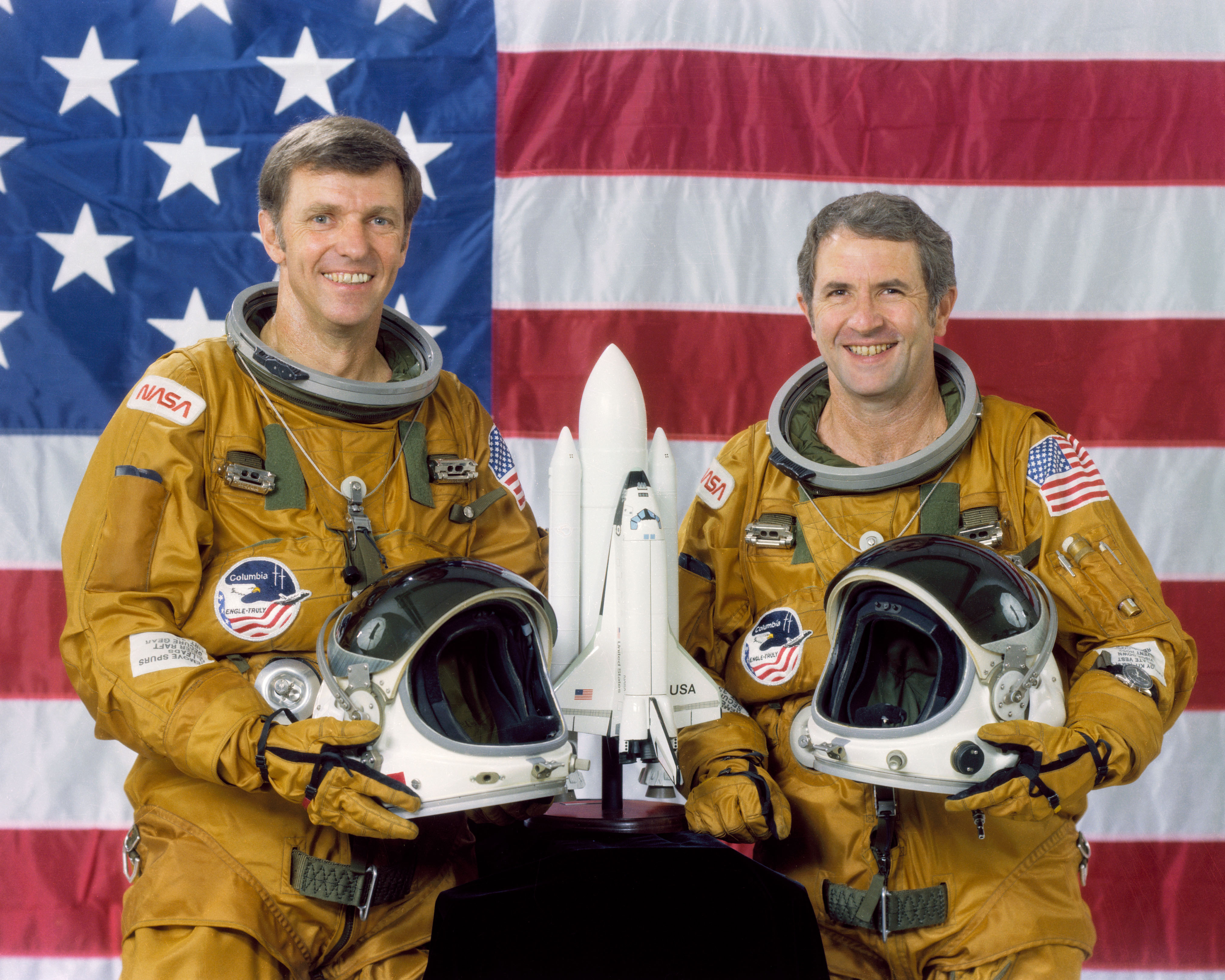
Joe Engle i Richard Truly przed misją STS-2

Joe Henry Engle (ur. 26 sierpnia 1932 w Chapman, zm. 10 lipca 2024) – amerykański astronauta, pilot wojskowy, inżynier, generał major United States Air Force.

## Wykształcenie oraz służba wojskowa
Szkołę średnią (Dickinson County High School) ukończył w rodzinnym Chapman w stanie Kansas.
- 1955 – został absolwentem University of Kansas i uzyskał licencjat z astronautyki. W czasie studiów przeszedł szkolenie przewidziane dla oficerów rezerwy sił powietrznych. Po studiach został powołany do czynnej służby wojskowej.
- 1957–1958 – po rocznym szkoleniu uzyskał kwalifikacje pilota wojskowego i rozpoczął służbę w 474 eskadrze myśliwców dziennych (474th Fighter Day Squadron). Później otrzymał przydział do 309 taktycznej eskadry myśliwców (309th Tactical Fighter Squadron) stacjonującej w bazie lotniczej George w Kalifornii.
- 1962–1963 – ukończył w kalifornijskiej bazie Edwards Szkołę Pilotów Doświadczalnych Sił Powietrznych USA (USAF Test Pilot School). Jej komendantem był wówczas Chuck Yeager. Doceniając umiejętności Engle'a, niezwłocznie skierował go na kurs do Szkoły Lotniczej dla Pilotów Doświadczalnych (USAF Aerospace Research Pilot School).
- 1963–1965 – W maju 1963 został przydzielony do programu X-15. Był jednym z pilotów wykonujących loty doświadczalne na tym samolocie. Od 7 października 1963 do 14 października 1965 (zakończył swój udział w programie X-15) wykonał szesnaście lotów. W 1965 trzykrotnie (29 czerwca, 10 sierpnia i 14 października) wzniósł się na wysokość ponad 80,5 km, którą Siły Powietrzne Stanów Zjednoczonych uznają za granicę kosmosu. Jego rekord wyniósł 85 527 m. W związku z tym przyznano mu status astronauty i otrzymał naszywkę „USAF Astronaut Wings”.
- 30 listopada 1986 – zakończył czynną służbę wojskową w USAF.

W swojej karierze lotniczej wylatał ponad 12 400 godzin, z czego 9000 na samolotach z napędem odrzutowym. Pilotował 155 typów samolotów.
Był członkiem międzynarodowego Towarzystwa Pilotów Doświadczalnych (Society of Experimental Test Pilots).

## Kariera astronauty i praca w NASA
- 4 kwietnia 1966 – został członkiem piątej grupy astronautów NASA. Był pierwszym pilotem przyjętym do Korpusu Astronautów, który odbył loty na X-15 w kosmosie.
- Czerwiec 1968 – uczestniczył w eksperymencie 2TV-1. Był to test w komorze próżniowej prototypu modułu dowodzenia statku Apollo. W trzyosobowej załodze znajdowali się również Joseph Kerwin i Vance Brand.
- 1967–1972 – podczas realizacji programu Apollo w 1969 wchodził w skład naziemnej załogi wspierającej astronautów – członków misji Apollo 10. Następnie, w 1971, był pilotem modułu księżycowego w rezerwowej załodze ekspedycji Apollo 14. Rok później miał lecieć na Księżyc na pokładzie statku Apollo 17. Program jednak został skrócony i ponieważ misja ta miała być ostatnią wyprawą załogową na Srebrny Glob, Engle musiał ustąpić miejsca naukowcowi – geologowi Harrisonowi Schmittowi.
- 1976–1986 – Po rozpoczęciu realizacji programu Space Shuttle NASA korzystała z doświadczenia Engle'a, które zdobył podczas lotów na samolotach X-15. Przy budowie wahadłowca zastosowano prawie wszystkie systemy kontroli lotu X-15, służące do powrotu samolotu do atmosfery ziemskiej i lądowania. W 1976 Engle został więc wyznaczony na dowódcę jednej z dwóch załóg, które zrealizowały serię lotów doświadczalnych promu Enterprise w atmosferze (Approach and Landing Test). Wspólnie z Richardem Trulym wykonał trzy loty. Jeden na grzbiecie Boeinga 747 (28 czerwca 1977) i dwa swobodne – z wysokości ponad 7,5 km (13 września i 12 października 1977). Podczas pierwszego doświadczalnego lotu promu Columbia (STS-1) Engle i Truly stanowili załogę rezerwową. W czasie drugiej misji wahadłowca (STS-2) obaj tworzyli już załogę podstawową. Dwudniowy lot odbył się w listopadzie 1981. Od marca do grudnia 1982 Engle pełnił funkcję zastępcy administratora (Associate Administrator) ds. załogowych lotów kosmicznych w centrali NASA w Waszyngtonie. Nie utracił jednak statusu czynnego astronauty i w styczniu 1983 powrócił do JSC. W 1985 wziął udział w jeszcze jednym locie kosmicznym. Był dowódcą siedmiodniowej misji STS-51-I. W 1986 uczestniczył w dochodzeniu wyjaśniającym przyczyny katastrofy wahadłowca Challenger.
- 30 listopada 1986 – opuścił grupę astronautów NASA.

## Po opuszczeniu NASA
- 1986 – 1 grudnia został awansowany do stopnia generała majora (Major General), a wkrótce potem przystąpił do korpusu lotniczego Gwardii Narodowej stanu Kansas (Kansas Air National Guard ).
- 1990 – rozpoczął pracę jako konsultant w przemyśle lotniczym i kosmicznym.

## Odznaczenia i nagrody
- Zaszczytny Krzyż Lotniczy (1964, 1978)
- USAF Astronaut Wings (1964)
- AIAA Pioneer of Flight Award (1965)
- AIAA Lawrence Sperry Award for Flight Research (1966)
- NASA Exceptional Service Medal (1977)
- NASA Special Achievement Award (1977)
- Nagroda im. Ivana C. Kincheloe Towarzystwa Pilotów Doświadczalnych (Society of Experimental Test Pilots Ivan C. Kincheloe Award) (1977) – za udział w testach wahadłowca Enterprise
- AIAA Haley Space Flight Award (1980)
- Defense Distinguished Service Medal (1981)
- NASA Distinguished Service Medal (1981)
- NASA Space Flight Medal (1981, 1985)
- Dyplom FAI im. Władimira Komarowa (1981)
- Przyznany przez FAI Złoty Medal im. Jurija Gagarina (1981)
- Goddard Memorial Trophy (1981)
- Robert J. Collier Trophy (1981)
- Harmon International Trophy (1981)
- Distinguished Service Award Uniwersytetu Kansas (1982)
- Air Force Distinguished Service Medal (1985)
- General Thomas D. White USAF Space Trophy
- Umieszczenie nazwiska w Aerospace Walk of Honor w Lancaster (1992)
- Wprowadzenie do Panteonu Sławy Lotnictwa Narodowego (National Aviation Hall of Fame) w Dayton (2001)
- Wprowadzenie do Panteonu Sławy Astronautów Stanów Zjednoczonych (United States Astronaut Hall of Fame) (2001)
- Nagroda Air Force Space and Missile Pioneers (2007)
- Universal Astronaut Insignia za lot suborbitalny (nr 6) – Stowarzyszenie Uczestników Lotów Kosmicznych (Association of Space Explorers(inne języki))[2]
- Universal Astronaut Insignia za lot orbitalny (nr 104) – Stowarzyszenie Uczestników Lotów Kosmicznych (Association of Space Explorers)[2]

## Wykaz lotów
| Loty kosmiczne, w których uczestniczył Joe H. Engle                    | Loty kosmiczne, w których uczestniczył Joe H. Engle | Loty kosmiczne, w których uczestniczył Joe H. Engle | Loty kosmiczne, w których uczestniczył Joe H. Engle | Loty kosmiczne, w których uczestniczył Joe H. Engle | Loty kosmiczne, w których uczestniczył Joe H. Engle |
| Nr                                                                     | Data startu                                         | Data lądowania                                      | Statek kosmiczny                                    | Funkcja                                             | Czas trwania                                        |
| ---------------------------------------------------------------------- | --------------------------------------------------- | --------------------------------------------------- | --------------------------------------------------- | --------------------------------------------------- | --------------------------------------------------- |
| 1                                                                      | 12 listopada 1981                                   | 14 listopada 1981                                   | STS-2 Columbia F-2                                  | Dowódca misji                                       | 2 dni 6 godzin 13 minut i 11 sekund                 |
| 2                                                                      | 27 sierpnia 1985                                    | 3 września 1985                                     | STS-51-I Discovery F-6                              | Dowódca misji                                       | 7 dni 2 godziny 17 minut i 41 sekund                |
| Łączny czas spędzony w kosmosie – 9 dni 8 godzin 30 minut i 52 sekundy |                                                     |                                                     |                                                     |                                                     |                                                     |